# Szerzawa (wzgórze)
Szerzawa – wzgórze w południowo-zachodniej Polsce, we Wzgórzach Strzelińskich, na Przedgórzu Sudeckim.